# Молжаниновский сельсовет
Молжаниновский сельсовет, Молжаниновский с/с — упразднённая административно-территориальная единица и местный орган власти (Сельский Совет народных депутатов), существовавшие на территории Московской губернии и Московской области РСФСР до 1984 года.

## История
Земли будущего сельского совета входили в состав Черкизовской волости Московского уезда. Летом 1917 года Черкизовская волость была переименована в Сходненскую волость, с административным центром поселок Сходня. В период 1918—1929 годов Ульяновская волость (бывшие Сходненская и Спасская волости) Московского уезда.
Молжаниновский сельский совет был образован в первые годы советской власти. По данным 1921 года он входил в состав Ульяновской волости Московского уезда Московской губернии.
В 1929 году Молжаниновский сельсовет был отнесён к Сходненскому району Московского округа Московской области.
27 сентября 1932 года в связи с ликвидацией Сходненского района Молжаниновский с/с был передан в Солнечногорский район.
28 мая 1940 года Молжаниновский с/с был передан в новый Химкинский район.
14 июня 1954 года к Молжаниновскому с/с были присоединены Филинский и Черкизовский с/с.
31 декабря 1957 года в Молжаниновском с/с было образовано селение Новосёлки.
28 июля 1960 года Химкинский район был упразднён и Молжаниновский сельсовет вошёл в Красногорский район.
1 февраля 1963 года Красногорский район был упразднён и Молжаниновский с/с вошёл в Солнечногорский сельский район. 
27 апреля 1963 года посёлки Подрезково и Первомайский, территории дачно-оперативного кооператива, кирпичного завода №76, завода древесно-стружечных плит, Химкинского СМУ №128, конно-спортивной базы и сооружения «Метростроя» были объединены в единый рабочий посёлок Новоподрезково, который был передан в подчинение Химкам.
11 января 1965 года Молжаниновский сельский совет был возвращён в восстановленный Химкинский район.
17 февраля 1984 года часть Молжаниновского сельсовета в составе части селения Филино (между Октябрьской железной дорогой и Сходненским шоссе), селений Бурцево, Верескино, Мелькисарово, Молжаниновка, Новодмитровка, Новосёлки и Черкизово была передана в Ленинградский район Москвы.
29 октября 1984 года Молжаниновский с/с Химкинского района Московской области был упразднён. При этом часть селения Филино (между рабочим посёлком Новоподрезково и Сходненским шоссе) и селение Кирилловка были переданы в подчинение рабочему посёлку Новоподрезково.
11 декабря 1985 года Молжаниновский сельсовет Ленинградского района Москвы был упразднён, а его территория включена в районную черту Ленинградского района.